# Branford Marsalis
Branford Marsalis (ur. 26 sierpnia 1960 w Breaux Bridge w stanie Luizjana) – amerykański saksofonista i kompozytor jazzowy. Laureat NEA Jazz Masters Award w 2011.
Branford jest najstarszym z sześciu braci Marsalisów, z których czterech jest muzykami jazzowymi, podobnie jak ojciec, Ellis Marsalis. Muzyczną karierę rozpoczął na początku lat 80., grając z zespołami Arta Blakey’ego (The Jazz Messengers) i Clarka Terry’ego. Od 1982 do 1985 grał w zespole swojego brata Wyntona, potem jako członek zespołu akompaniującego Stingowi. Uczestniczył również w trasach koncertowych Milesa Davisa. W 1986 założył własną grupę. Po 1995 eksperymentował z projektem Buckshot LeFonque, usiłując połączyć jazz z R&B, hip-hopem i rockiem.
Jest współtwórcą muzyki do filmów Spike’a Lee: Mo' Better Blues i Do the Right Thing – kompozycje do nich tworzył wspólnie z Terence’em Blanchardem i Billem Lee – ojcem reżysera.
W 2007 zagrał gościnnie na albumie ID Anny Marii Jopek. Kilkakrotnie występował w Polsce. W roku 2024 wspólnie z Mateuszem Smoczyńskim i Orkiestrą Polskiego Radia w Warszawie wykonał podwójny koncert Smoczyńskiego na saksofon tenorowy, skrzypce i orkiestrę 2PiX.

## Dyskografia

### Jako lider
- 1984 Scenes In The City
- 1986 Romances for Saxophone
- 1986 Royal Garden Blues
- 1987 Renaissance
- 1988 Random Abstract
- 1989 Trio Jeepy
- 1989 Do the Right Thing
- 1990 Mo' Better Blues (ścieżka dźwiękowa filmu)
- 1990 Crazy People Music
- 1991 The Beautyful Ones Are Not Yet Born
- 1992 I Heard You Twice The First Time (Grammy)
- 1993 Bloomington
- 1994 Buckshot LeFonque
- 1997 Music Evolution
- 1996  Loved Ones
- 1996 The Dark Keys
- 1999 Requiem
- 2001 Creation
- 2000 Contemporary Jazz (Grammy)
- 2002 Footsteps of our Fathers
- 2003 Romare Bearden Revealed
- 2004 Eternal
- 2004 Love Supreme (CD i DVD)
- 2006 Braggtown
- 2009 Metamorphosen
- 2011 Branford Marsalis • Joey Calderazzo – Songs of Mirth and Melancholy

### Jako sideman
- 2018 Ulotne – Anna Maria Jopek (platynowa płyta[6]
- 2009 Your Songs – Harry Connick Jr.
- 2007 ID – Anna Maria Jopek (utwory: Zrób, co możesz i Niepojęte i ulotne)
- 2007 Marsalis Music Honors Series • Bob French – Bob French
- 2006 Intersections (1985-2005) – Bruce Hornsby
- 2005 Occasion • Connick on Piano, Volume 2 – Harry Connick Jr.
- 2003 The Marsalis Family • A Jazz Celebration
- 2003 Little Worlds – Béla Fleck and the Flecktones
- 1999 Brand New Day – Sting
- 1996 Mercury Falling – Sting
- 1996 Live Art – Béla Fleck and the Flecktones
- 1995 Joe Cool's Blues – Ellis & Wynton Marsalis (utwór: "Little Birdie)
- 1995 Hot House – Bruce Hornsby
- 1995 Tales from the Acoustic Planet – Béla Fleck
- 1994 With the Tenors of Our Time – Roy Hargrove (utwór: Valse Hot)
- 1994 Rob Wasserman • Trios (utwór: White-Wheeled Limousine)
- 1994 JLW – Joe Louis Walker (utwór: Inner City Man)
- 1993 Jazzmatazz, Vol. 1 – Guru (utwór: Transit Ride)
- 1993 Harbor Lights – Bruce Hornsby
- 1993 Three Flew Over the Cuckoo's Nest – Béla Fleck and the Flecktones
- 1992 Pontius Pilate's Decision – Delfeayo Marsalis
- 1991 Karma – Robin Eubanks (utwory: The Yearning i Remember When)
- 1990 The Soul Cages – Sting
- 1990 Live It Up – Crosby, Stills and Nash (utwory: Yours and Mine i Arrows)
- 1990 You Won't Forget Me – Shirley Horn (utwór: It Had to be You)
- 1990 Without a Net – Grateful Dead (utwór: Eyes of the World)
- 1990 We Are In Love – Harry Connick Jr.
- 1987 ...Nothing Like the Sun – Sting
- 1986 Bring on the Night – Sting
- 1986 Break Every Rule – Tina Turner (utwór: Paradise Is Here)
- 1985 The Dream of the Blue Turtles – Sting
- 1985 Opening Night – Kevin Eubanks
- 1985 Black Codes (From the Underground) – Wynton Marsalis
- 1984 Hot House Flowers – Wynton Marsalis
- 1983 Think of One – Wynton Marsalis
- 1982 Wynton Marsalis – Wynton Marsalis
- 1982 Keystone 3 – Art Blakey & The Jazz Messengers